# 澤田圭佑 (俳優)
澤田 圭佑（さわだ けいすけ、1991年2月2日 - ）は、日本の俳優・殺陣師・ダンサーである。熊本県出身。

## 略歴
- 福岡スクールオブミュージック専門学校 卒業
- 2014年 殺陣パフォーマンスチーム「刀屋壱」加入
- 殺陣レッスン「澤塾」にて講師を務める
- 2019年4月末日をもって「刀屋壱」を卒業

## 人物
- 出没地：映画館
- 愛称：さわ・さわちゃん
- 性格：気分屋・負けず嫌い
- 好きな動物：猫

## 出演

### 舞台
2010年
- アドベンチャーシアター「SINROU 神狼～300年の片思い～」(2010年2月12日～2月14日 大博多ホール（福岡県）)
- ピンクリボン運動推進ミュージカル「イキル－PINK PRINCESS CINDERELLA－」(2010年2月23日 福岡国際会議場メインホール)
- J-ONE「忍道･NINDO」2010年4月29日～5月2日 大博多ホール（福岡県）)

2011年
- ピンクリボン運動推進ミュージカル イキル PINK PRINCESS CINDERELLA
- PEACE MAKER 〜新撰組参上〜
- B-baby vol.2 空隙
- FRAG-新撰組 Vermilion Order-
- PUPA旗揚げ公演 虹色サラウンド
- シアターエアリー朗読劇『ロミオ×ロミオ』

2012年
- 新撰組異聞PEACE MAKER
- PUPA♯02 Sometime,Somewhere
- FRAG-新撰組Bloodsucker Behind-
- IST-イスト- 〜レオンハルト＝グリムの糾合〜
- 真田十勇士〜カッコ良くなきゃ死ぬだけさ〜
- BASARA第1章

2013年
- D'TOT「FROG－新撰組寄留記－」（2013年2月1日～4日 六行会ホール）
- ProjectF「Time waits for no one」（2013年2月20日～24日 中野hope）
- nitrock「IST〜終わらない夏祭り〜」（2013年6月5日～9日 上野ストアハウス
- 電脳シロアリ・プロジェクト「土の下のリンゴ」（2013年7月31日～8月4日 シアターグリーンBOXinBOX）
- 7down＊8uppers「アルタカラリカ」（2013年8月7日～11日 中野スタジオあくとれ）
- 疾駆猿「VAGUENIGMA〜日和見助手の怪奇レポート〜」（2013年11月7日～10日 SPACE雑遊）

2014年
- TUFF STUFF「舞台 BASARA第2章」（2014年1月9日～14日 シアター1010）
- 7contents「simple winds」（2014年2月26日～3月2日 シアターグリーン BIG TREE THEATER）
- Pudding☆Ring「そして、生きてゆく」（2014年4月17日～20日 上野ストアハウス）
- Rock×Lock「百鬼繚乱〜白夜明刻〜」（2014年7月31日～8月3日 参宮橋TRANCE MISSION）
- ENG「THRee’S」（2014年9月10日～15日 笹塚ファクトリー）
- 拳士プロジェクト殺陣祭「剣客探偵」（2014年10月16日 月島社会教育会館）
- 劇団KⅢ「罪忍」（2014年10月9日～13日 萬劇場）
- 疾駆猿「VAGUENIGUMA‐1956‐ 祀木刑事の捜査ファイル「心蝕」（2014年11月7日～16日 SPACE雑遊）
- PUPA「56W.X～ぼくのサンタクロース～」 （2014年12月3日～7日 TACCS1179）

2015年
- tokinoko presents「隣のきのこちゃん」（2015年2月5日～8日 上野ストアハウス）
- 黒雪構想「蝶（キミ）が夢で舞うときに」（2015年5月20日～24日 APOCシアター）
- 真田十勇士〜序章・戦国アサシン〜（2015年6月9日～12日 座･高円寺）
- DMF/ENG提携公演「LAST SMILE」（2015年7月22日～27日 シアターグリーン BIG TREE THEATER）
- ENG「関ヶ原で一人」（2015年9月30日～10月4日 六行会ホール）
- 疾駆猿「VAGUENIGMA -1999-宮堂青年の幻怪モラトリアム」（2015年10月21日～25日 シアターKASSAI）
- SKY PROJECT「Sing Equally Under the Sky.」（2015年11月11日～15日 横浜O-SITE）

2016年
- 「FUJIYAMA」〜日本美と伝統芸能の饗宴〜（2016年1月2日 明治座）
- SKY PROJECT「Sing Equally Under the Sky.〜AWAKEN〜」（2016年2月2日～7日 横浜O-SITE）
- Rock×Lock「百鬼繚乱〜翠帳禁開〜」（2016年2月17日～21日 笹塚ファクトリー）
- 疾駆猿「VAGUENIGMA -the Fates-焼野原女学生の無地キャンパス」（2016年4月8日～13日 新宿眼科画廊）
- 疾駆猿「VAGUENIGMA -1999- 蓮上祈祝礼の夢幻モラトリアム」（2016年6月15日～26日 シアターKASSAI)
- オサエロ（2016年9月7日～12日 両国Air studio）
- SKY PROJECT「Sing Equally under the Sky ~DIVISION~」（2016年10月12日～13日 TSUTAYA O-West）
- 黒雪構想「偉魔神殲滅兵器SUNOVELIA〜七人のパイロット候補生〜」（2016年10月14日～18日 APOCシアター）
- ヒエロマネジメント「グリニッジの天秤」（2016年10月26日～30日 シアターモリエール）
- 劇団KⅢ「桜花風龍伝」（2016年11月9日～13日 シアターグリーン BOX in BOX）
- ７contents「switch×switch」（2016年12月14日～19日 上野ストアハウス）

2017年
- 東プロダクション「海賊と山賊」（2017年1月13日～15日 彩の国さいたま芸術劇場 小ホール）
- ENG「メトロノウム」（2017年6月28日～7月3日 日暮里d-倉庫）
- 疾駆猿「VAGUENIGMA-1959-鮫崎刑事の受難スパイラル【想道】」（2017年10月21日～29日 シアターKASSAI）

2018年
- 疾駆猿「VAGUENIGMA-Two Detectives- 明地百華の御節介メモアーズ【絡糸】」（2018年2月7日～11日 APOCシアター）
- ENG「山茶花」（2018年6月6日～10日 シアターグリーン BIG TREE THEATER）
- DMF／ENG提携公演「メイカ 魔女と幕末の英雄」（2018年8月29日～9月2日 シアターサンモール）
- Unit時雨「さくらば 身を焦がしゆく白蛇、濁りゆく瞳」（2018年10月3日～8日 明石スタジオ）
- 疾駆猿「VAGUENIGMA-the FatesⅡ- 曇烏探偵の調査リポート【熱糸】」（2018年11月17日～25日 APOCシアター）

2019年
- 「俺たちマジ校デストロイ」(2019年3月21日～30日 シアター1010)※アンサンブル
- 「西遊記 千変万化」(2019年4月25日～5月5日 俳優座劇場)※アンサンブル
- 疾駆猿「VAGUENIGMA-2005- 喪失世代の懐疑レゾンデートル」(2019年5月22日～26日 Geki地下Liberty)
- 「流星と踊れ」（2019年8月2日～4日 日暮里d倉庫）

- 「DARKNESS HEELS～THE LIVE～」(2019年9月13日 新座市民会館／9月18日～23日 シアター1010)※アンサンブル

2019年
- 「舞台『刀剣乱舞』維伝 朧の志士たち」※アンサンブル
  - 【東京公演】2019年11月22日～12月1日 TOKYO DOME CITY HALL
  - 【兵庫公演】2019年12月6日～15日 AiiA 2.5 Theater Kobe
  - 【東京凱旋公演】2019年12月20日～2020年1月12日 TBS赤坂ACTシアター

2020年
- 「舞台『刀剣乱舞』維伝 朧の志士たち」※アンサンブル
  - 【福岡公演】2020年1月17日・18日 福岡サンパレス　ホテル＆ホール
- 「新 陽だまりの樹」※アンサンブル   新型コロナウイルスの影響で全公演中止(無観客での収録映像がCSにて放送済)

2021年
- 「舞台『刀剣乱舞』天伝 蒼空の兵 -大坂冬の陣-」※アンサンブル（2021年1月10日～3月28日 IHIステージアラウンド東京）
- 「BANANA FISH」The Stage―前編―（2021年6月10日～6月20日 天王洲 銀河劇場)
- 【公演中止】「魔術士オーフェン はぐれ旅-The Stage-Ver.2」※アンサンブル（2021年7月23日～8月1日 シアター1010）
- Kiramune Presents READING LIVE 10周年記念公演「ハコクの剣」※アンサンブル(嘉平シャドウ)
  - 【大阪公演】2021年10月16日・17日 オリックス劇場
  - 【千葉公演】2021年10月23日・24日 舞浜アンフィシアター
- 「滄海天記・序篇～天月、闇に墜つ～」※アンサンブル（2021年12月8日～12月13日 シアター1010）

2022年
- 「BANANA FISH」The Stage－後編―（2022年1月20日～2月6日 品川プリンスホテル ステラボール)
- 「舞台『刀剣乱舞』綺伝 いくさ世の徒花」※アンサンブル
  - 【東京公演】2022年3月19日〜4月3日　明治座
  - 【福岡公演】2022年4月22日〜4月24日 福岡サンパレス ホテル&ホール
  - 【大阪公演】2022年4月30日〜5月15日 新歌舞伎座

2024年
- ENG10周年記念公演「FROG〜新選組寄留記〜」（2024年3月20日〜24日、六行会ホール）[1]
- 修羅王丸外伝「闇闘演舞伝」
  - 【東京公演】2024年8月7日～12日、劇場MOMO
  - 【福岡公演】2024年9月6日～8日、ベイサイドライブホール
- アメツチ公演「アテルイ」（2024年10月9日〜13日、こくみん共済 coop ホール/スペース・ゼロ）[2]

### 映画
2011年
- ソラリアビジョンで会いましょう

### 映像作品
2020年
- 疾駆猿「Phobiaphagy -奇怪調度蒐集幾譚【賽】-」

### ダンスイベント
2013年
- 超アニソン祭inZeppダイバーシティー
- greeイベント

2014年
- 彩の国芸術祭

2019年
- TOY BOX vol.4（2019.4.11 吉祥寺CLUB SEATA）

### ライブイベント
- angelaのミュージック・ワンダー★大サーカス2014〜Merry Christmas〜(2014年12月24日 ゆうぽうとホール)
- Crazy Monsters～関東ZONE HALLOWEEN PARTY 2018～(2018年10月27日 新宿ReNY)
- マジステLIVE2019「NEO★FES」(2019年11月4日 日本青年館ホール)

### その他
2014年
- 拳士プロジェクト・プロデュース第３回「殺陣祭～たてまつり～」10月16日 月島社会教育会館

2015年
- セントパトリックスデーパレード
- 春花祭
- 刀屋壱写真集発売記念イベント「壱」
- HYPER JAPAN Festival 2015（ロンドン）
- ドイツ デュッセルドルフで殺陣パフォーマンス

2016年
- セントパトリックスデーパレード
- 春花祭
- 刀屋壱 重大発表イベント「告」
- Japan Expo 2016（フランス）
- 殺陣祭2016
- 刀屋壱イベント「臨」
- もしもしにっぽんフェスティバル
- 森昌子45周年記念コンサート

2017年
- セントパトリックスデーパレード（3月19日 表参道）
- アルカス春祭り(3月25日 ナカメアルカス交通広場 特設ステージ)
- 刀屋壱イベント「飄」(5月13日・14日 代官山シアターサイバード)
- SPC 20th Anniversary event（8月15日 吉祥寺Star Pine's Cafe）
- 刀屋壱イベント「闘」(8月19日・20日 代官山シアターサイバード)
- メトロノウムDVD/Blu-ray発売記念イベント (12月1日 阿佐ヶ谷ロフト)

2018年
- 刀屋壱イベント「者」（2月18日・19日 中目黒TRY）
- セントパトリックスデーパレード（3月18日 表参道）
- 1日店長「さわたくバー」（4月6日 エビスSTARバー）
- ICHI FES vol.1（5月2日 吉祥寺Star Pine's Cafe）
- 1日店長「尚文バーwith S」（4月19日 エビスSTARバー）
- 刀屋壱イベント「界」（5月12日・13日 中目黒TRY）
- 1日店長「N.SYOバー」（5月18日 エビスSTARバー）
- 刀屋壱イベント「発」(6月26日 中目黒TRY)
- 1日店長「澤と小百合、時々横見」（6月29日 エビスSTARバー）
- Japan Expo（7月5日・6日 フランス パリ）殺陣パフォーマンス
- ナオフミランド（7月29日16時回ゲスト エビスSTARバー）
- 江戸今昔物語(11月3日・4日 浅草)

2019年
- 伝統文化は江戸の華（2月10日 浅草）
- 刀屋壱イベント「仁」（3月9日・10日 中目黒TRY）
- セントパトリックスデーパレード（3月17日 表参道）
- 刀屋壱 澤田圭佑卒業イベント業～Gyou～（4月15日 中目黒TRY）
- 1日店長「N.SYOバー」（6月22日 エビスSTARバー）
- 福地慎太郎がアクションレベルを上げる姿をみんなで観察しようの会(7月6日 バルスタジオ)
- N.syo4 Christmas Event&小川亮birthday Event(12月17日 エビスSTARバー)

2020年
- 1日店長（10月3日 エビスSTARバー）